# معركة كونيغسبرغ

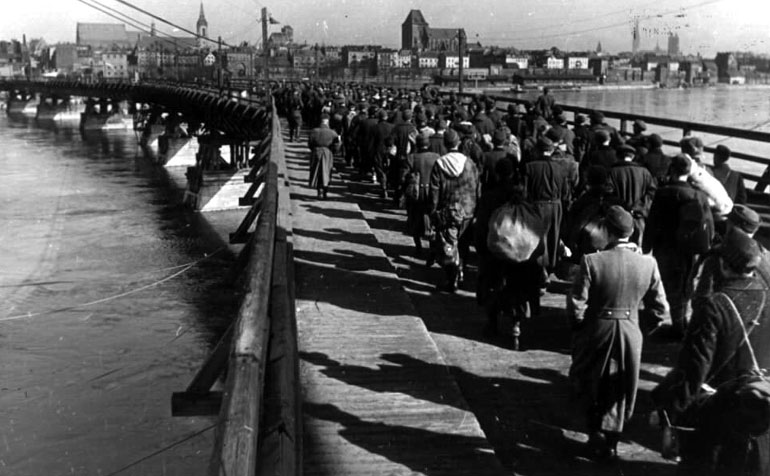
استسلام عدد من الجنود الألمان في كونيغسبرغ

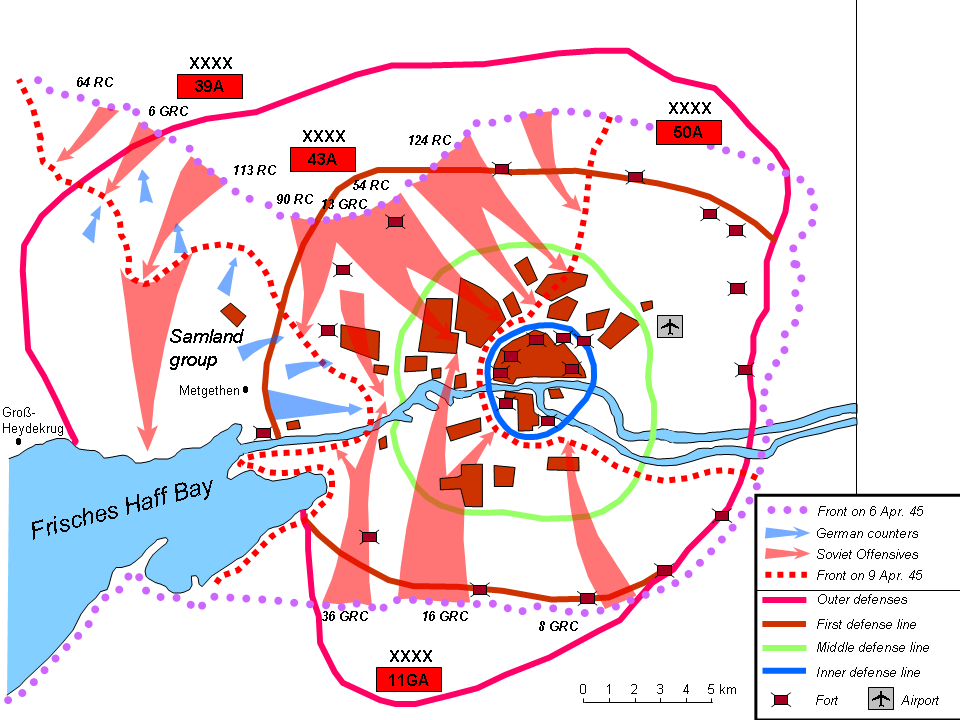
مخطط معركة كونيغسبرغ

معركة كونيغسبرغ (بالألمانية: Schlacht um Königsberg) (بالروسية: Кёнигсбергская операция) ، هي المعركة التي وقعت بين القوات الألمانية والقوات الروسية من أواخر شهر يناير إلى شهر أبريل عام 1945م، والتي انتصر فيها السوفييت وأسر عددا من الجنود الألمان.